# Гаррі Даглян

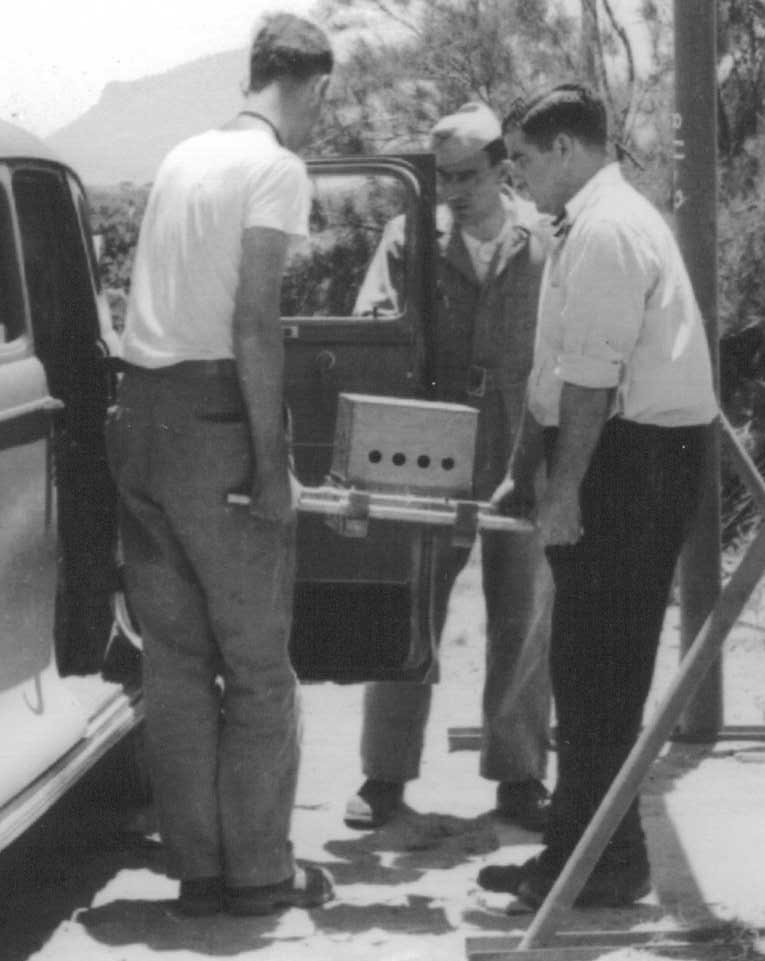
Герберт Лер (ліворуч) і Гаррі Дагліан-молодший (праворуч), завантажують зібрану тамперу пробку, що містить плутонієву яму та ініціатор, у седан для транспортування з ранчо McDonald до бойової вежі 13 липня 1945 року.

Арутюн Крікор Даглян молодший (англ. Haroutune Krikor Daghlian Jr, 4 травня 1921 — 15 вересня 1945) — американський фізик із Манхеттенського проекту, який розробив і виготовив атомні бомби, які використовувалися під час Другої світової війни. Випадково опромінився 21 серпня 1945 року під час експерименту з критичною масою на віддаленому місці Омега в лабораторії Лос-Аламос у Нью-Мексико і помер через 25 днів від радіаційного отруєння.
Даглян був опромінений в результаті аварії з критичністю, яка сталася, коли він випадково впустив цеглу з карбіду вольфраму на 6,2 кг сердечника бомби з плутонієво-галієвого сплаву. Це ядро, яке згодом отримало прізвисько «ядро демона», пізніше було причетне до смерті іншого фізика, Луїса Слотіна.

## Молодість і освіта
Арутюн Крікор Даглян-молодший, вірменського походження, народився у Вотербері, штат Коннектикут, 4 травня 1921 року, один із трьох дітей Маргарет Роуз (уроджена Каррі) і Арутюн Крікор Даглян. Його батько походив з Газіантепа, Туреччина. У нього були сестра Хелен і брат Едвард. Незабаром після його народження сім'я переїхала через інший штат до прибережного міста Нью-Лондон, штат Коннектикут. Отримав освіту в початковій школі Харбора, де грав на скрипці в шкільному оркестрі, і в середній школі Балклі. У 1938 році, у віці 17 років, він вступив до Массачусетського технологічного інституту, маючи намір вивчати математику, але зацікавився фізикою, зокрема фізикою елементарних частинок, яка тоді поставала як нова захоплююча галузь. Цей інтерес змусив його перевестися до Вест-Лафайєта, штат Індіана, кампус університету Пердью, який він закінчив зі ступенем бакалавра наук у 1942 році. Потім розпочав роботу над докторською дисертацією, допомагаючи Маршаллу Холловею з циклотронами. У 1944 році, ще будучи аспірантом,  приєднався до групи критичної асамблеї Отто Фріша в Лос-Аламоській лабораторії Манхеттенського проекту.

## Аварія критичності і смерть
Під час експерименту 21 серпня 1945 року Даглян намагався побудувати відбивач нейтронів вручну, склавши набір 4,4 кг цеглини з карбіду вольфраму поступово навколо плутонієвого сердечника. Метою відбивача нейтронів було зменшення маси, необхідної для досягнення критичності плутонієвого сердечника. В момент коли він переміщав останню цеглинку над вузлом, лічильники нейтронів попередили Дагляна про те, що додавання цієї цеглинки зробить систему надкритичною. Відірвавши руку, він ненавмисно впустив цеглину на центр вузла. Оскільки збірка перебувала майже в критичному стані, випадкове додавання цієї цегли спричинило миттєвий перехід реакції в критичну область нейтронної поведінки. Що призвело до аварії критичності.
Даглян відреагував відразу після того, як упустив цеглину, і безуспішно спробував збити її з вузла. Щоб зупинити реакцію, але був змушений розібрати частину купи з карбіду вольфраму.
За оцінками, Даглян отримав дозу 510 rem (5.1 Зв) нейтронного випромінювання з виходом 1016 поділів. Незважаючи на інтенсивну медичну допомогу, у нього розвинулися симптоми важкого радіаційного отруєння, його сестру та овдовілу матір доправили, щоб доглядати за ним. Через 25 днів після аварії, він впав у кому і помер. Це був перший відомий смертельний випадок, спричинений аварією критичності. Його тіло повернули до Нью-Лондона, де його поховали на кладовищі Кедар-Гроув.

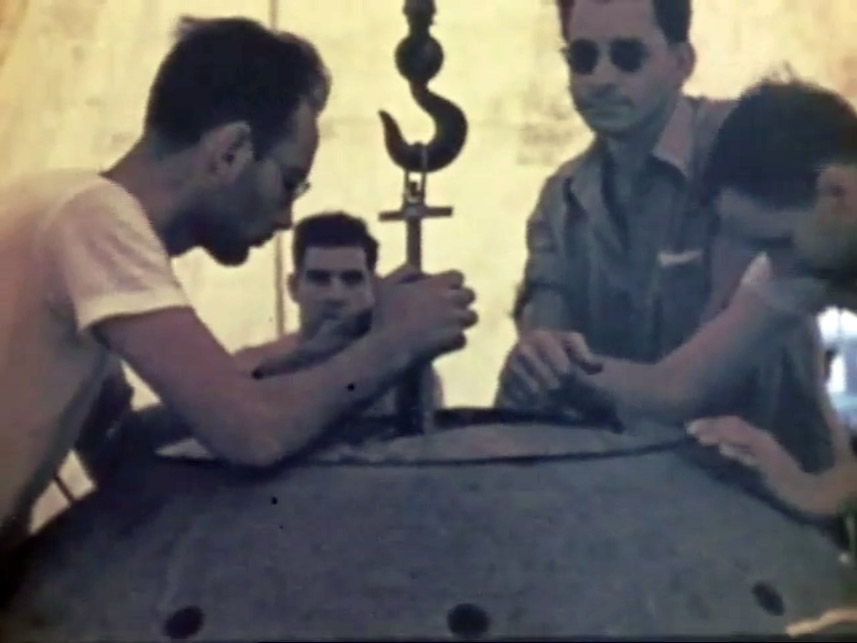
Два фізики Луїс Слотін (у сонцезахисних окулярах) і Гаррі Даглян-молодший (сидить посередині) під час підготовки до тесту Трініті в липні 1945 року. Обидва фізики загинули внаслідок аварій надкритичності.
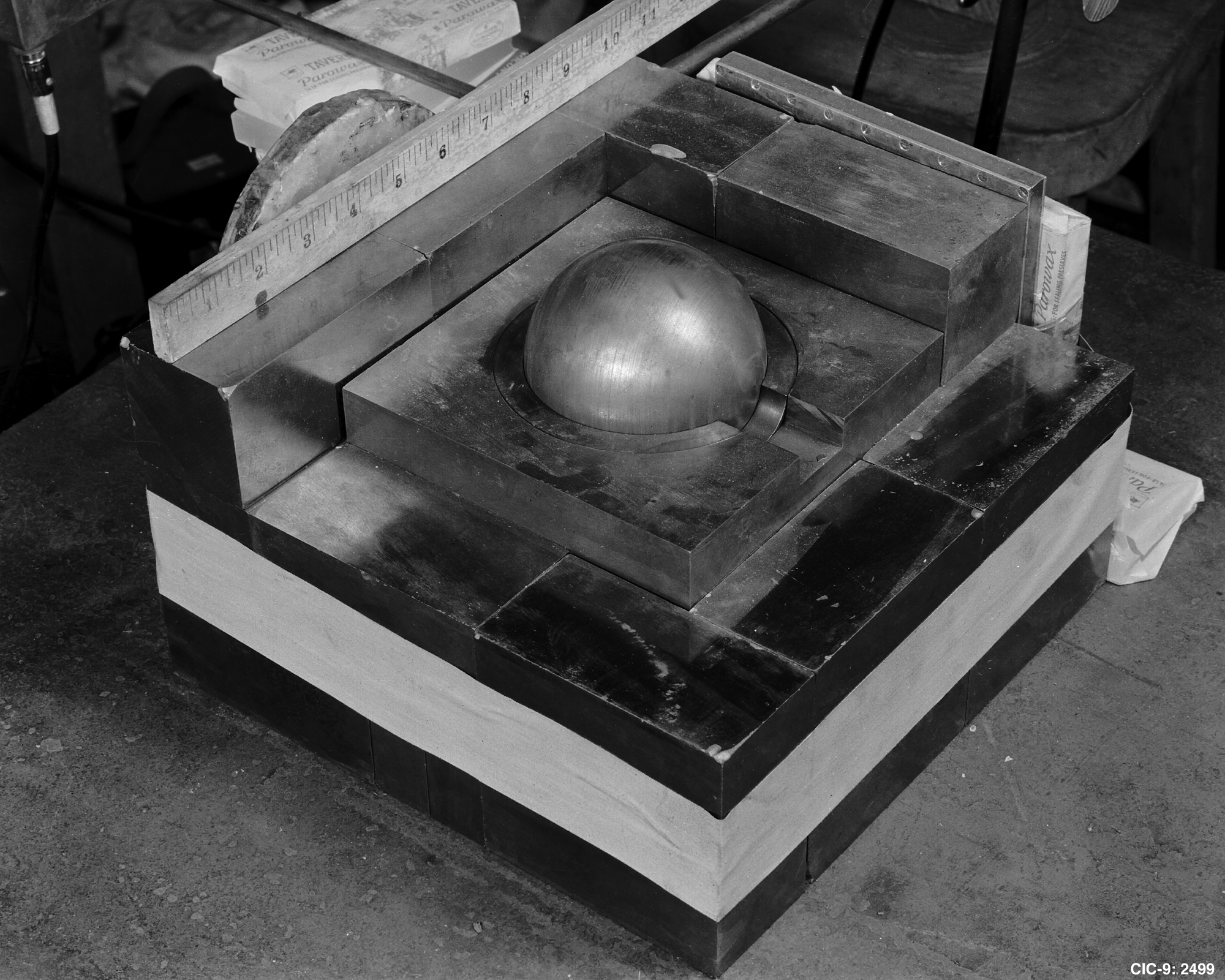
Сфера плутонію, оточена блоками карбіду вольфраму, що відбивають нейтрони, у відтворенні експерименту Дагляна 1945 року
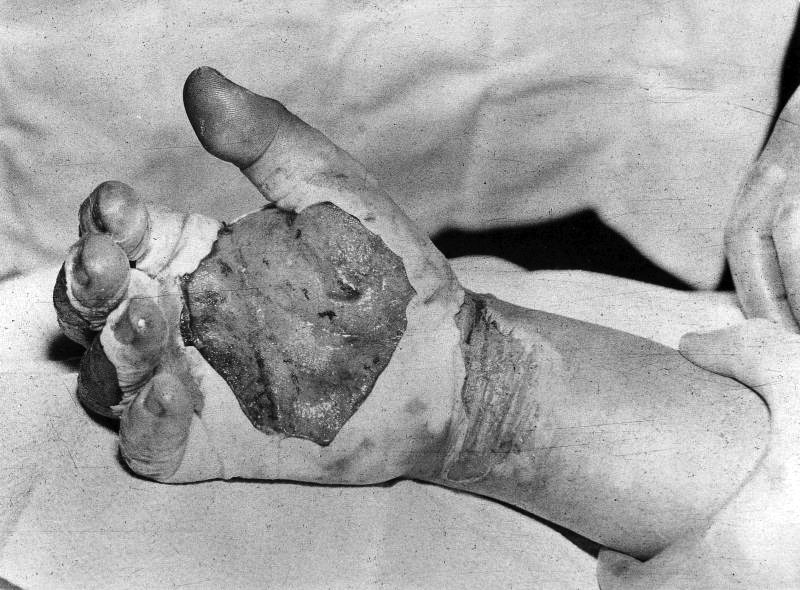
Обпечена рука Гаррі Дагляна, сфотографована 30 серпня 1945 року після того, як він отримав смертельну дозу радіації. Помер через 16 днів після того, як було зроблено це фото.

## Спадщина
У результаті інциденту правила безпеки для проекту були ретельно вивчені та переглянуті.  Було створено спеціальний комітет, щоб перевірити будь-які подібні експерименти та рекомендувати відповідні процедури безпеки. Ця зміна процедур включала необхідність мінімум двох людей, залучених до такого експерименту, використання принаймні двох приладів для моніторингу інтенсивності нейтронів із звуковими сигналами та підготовку плану методів роботи та будь-яких непередбачених ситуацій, які можуть виникнути під час подібних експериментів. Крім того, було розпочато обговорення та дизайн тестових пристроїв з дистанційним керуванням, що зрештою призвело до створення реактору Леді Годіва.
Ці зміни не запобігли ще одній критичній аварії в Лос-Аламосі наступного року. Луїс Слотін, колега Дагляна, був убитий у 1946 році під час проведення тестів на критичність того самого плутонієвого ядра. Після цих двох інцидентів його стали називати «Ядро-демон», і всі подібні експерименти з критичністю були припинені, доки дистанційно керовані монтажні пристрої не були більш повно розроблені та доступні.